# Gustavus Hesselius
Gustavus Hesselius (1682 – 25 mai 1755) était un peintre né en Suède qui émigra en Amérique en 1711. Il était le père du peintre John Hesselius et cousin du chef religieux Emanuel Swedenborg.